# موزه تاریخ طبیعی آمریکا

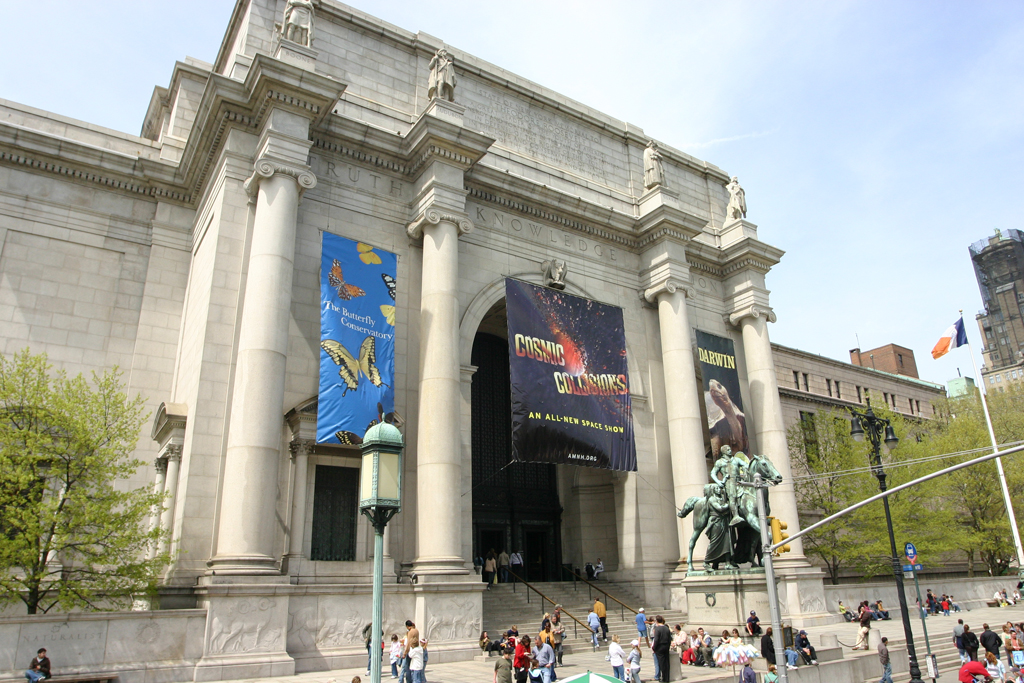

موزه تاریخ طبیعی آمریکا (به انگلیسی: American Museum of Natural History) یکی از مشهورترین موزه‌های ایالات متحده آمریکا و جهان است و در منهتن در شهر نیویورک قرار دارد.
این موزه در ۱۸۶۹ تأسیس شد.
در سال ۲۰۰۹، دانشمندان دانشگاه اسلو پرده از نتایج تحقیقات خود در موزه تاریخ طبیعی آمریکا برداشتند. کشف آنان سنگواره‌ای ۴۷ میلیون ساله در آلمان بود که متعلق به کهن‌ترین نیاکان شناخته شدهٔ نخستی‌سانان امروزی به‌شمار می‌آید.
موزه تاریخ طبیعی آمریکا در منهتن نیویورک با مساحتی معادل ۱۵۹ هزار متر مربع، از بزرگ‌ترین موزه‌های جهان به‌شمار می‌رود. موزه از ۲۷ ساختمان بهم پیوسته تشکیل شده که محل برگزاری ۴۵ نمایشگاه دائمی و شامل افلاک‌نما و کتابخانه است. مجموعه موزه تاریخ طبیعی آمریکا بیش از ۳۳ میلیون نمونه از گیاهان، حیوانات، فسیل‌ها، سنگ‌های معدنی، دست‌سازهای انسانی و شهاب‌‌سنگ را در خود جای می‌دهد. سالانه بیش از پنج میلیون بازدیدکننده از موزه تاریخ طبیعی آمریکا، دیدن می‌کنند.

## نگارخانه

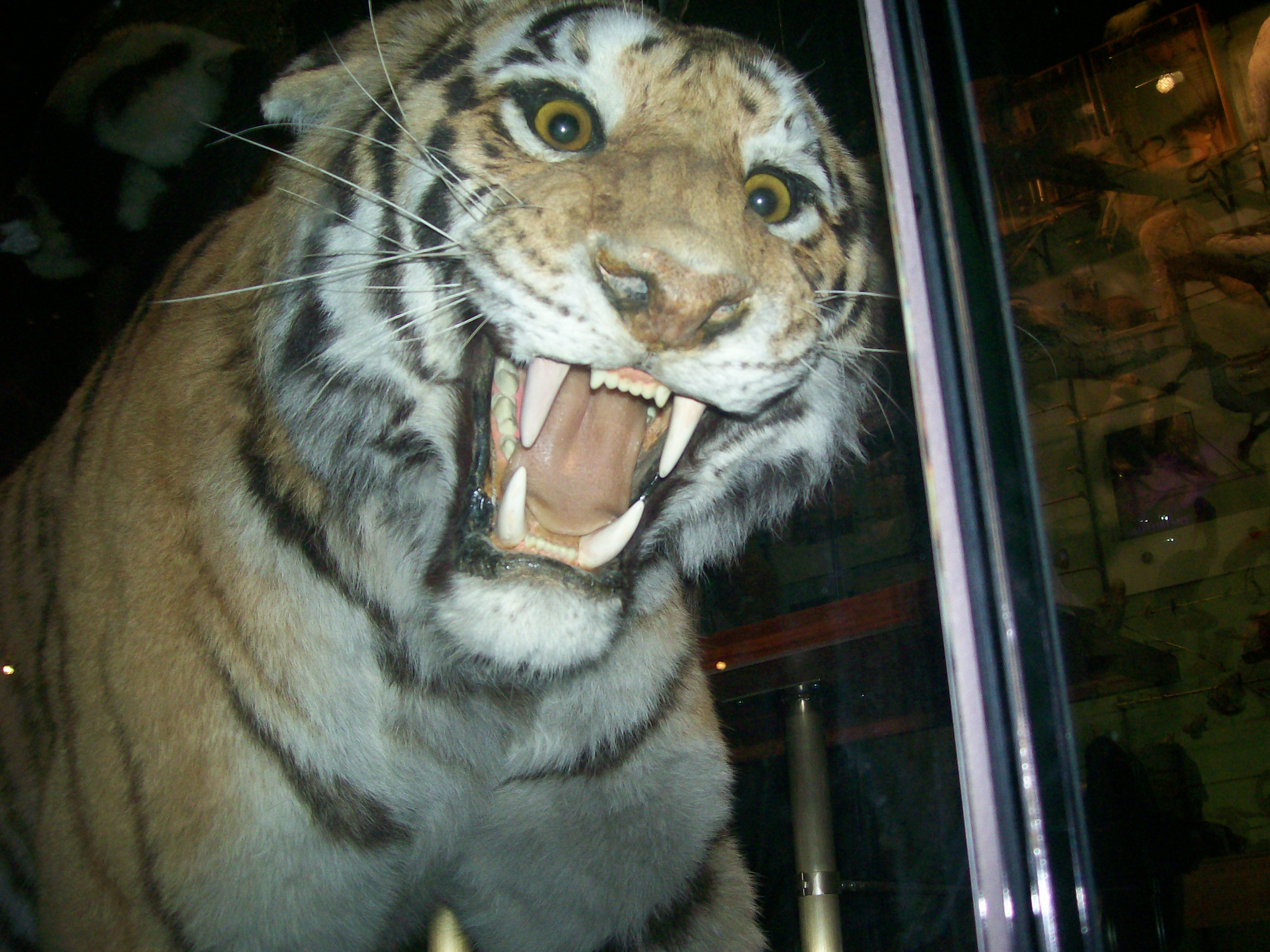
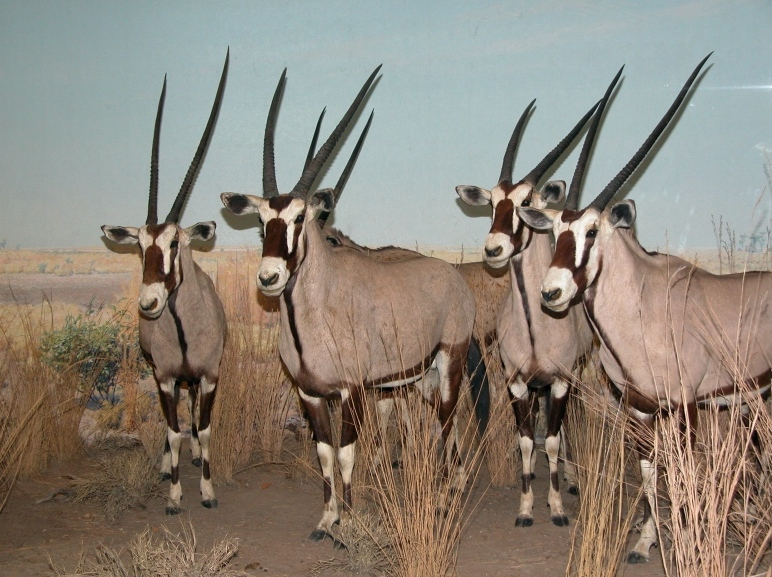
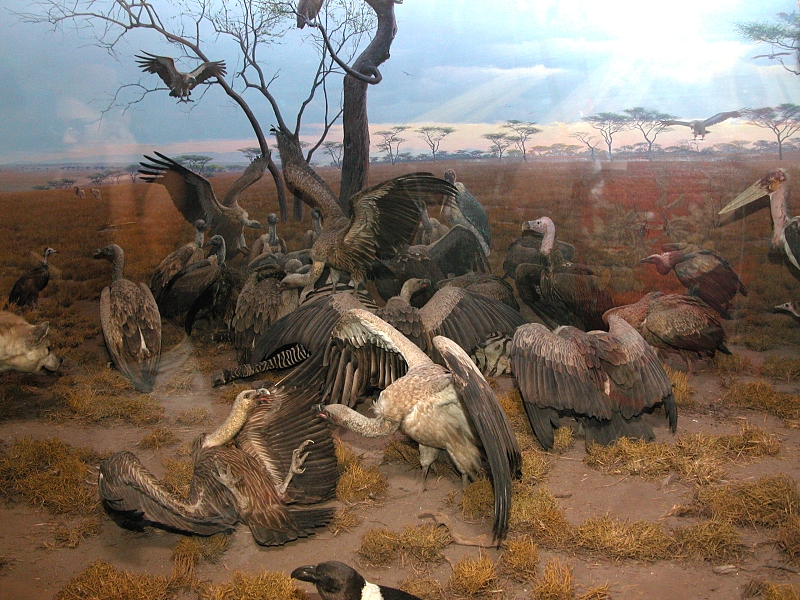
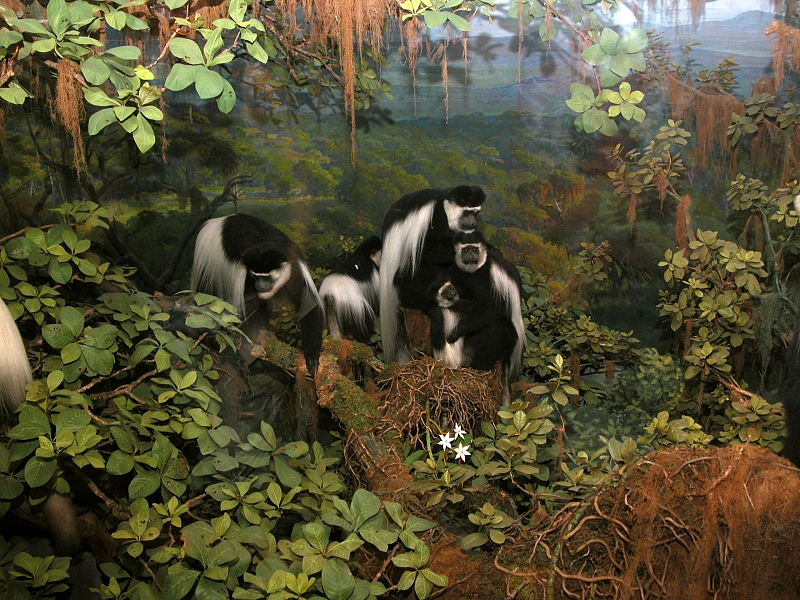
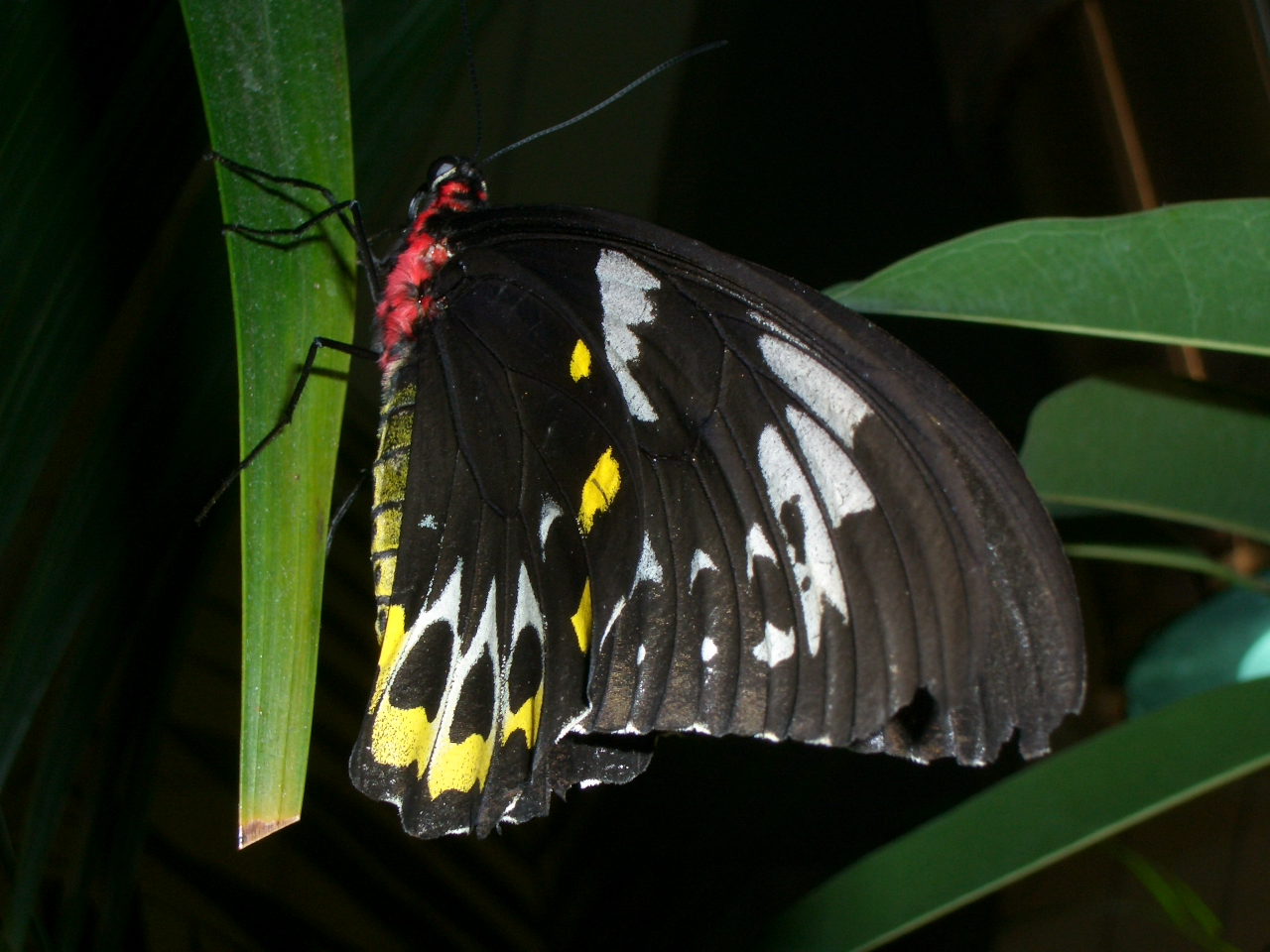
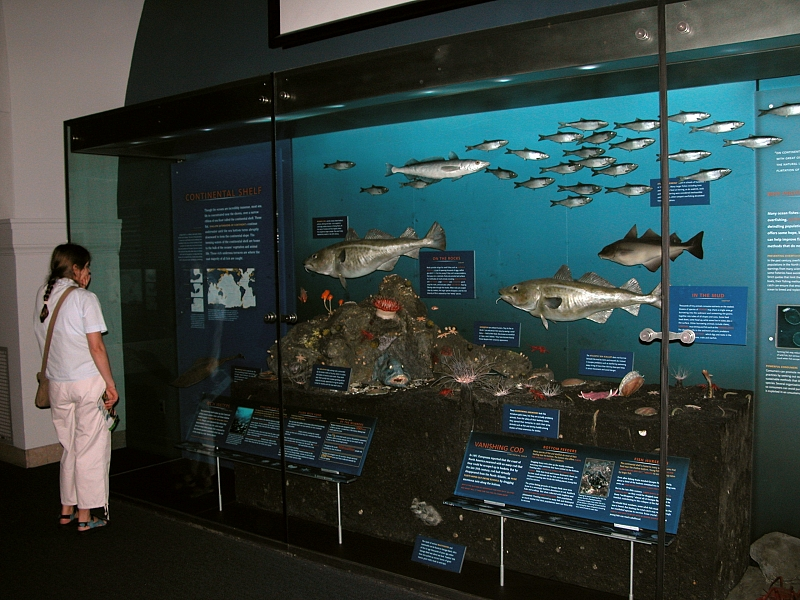
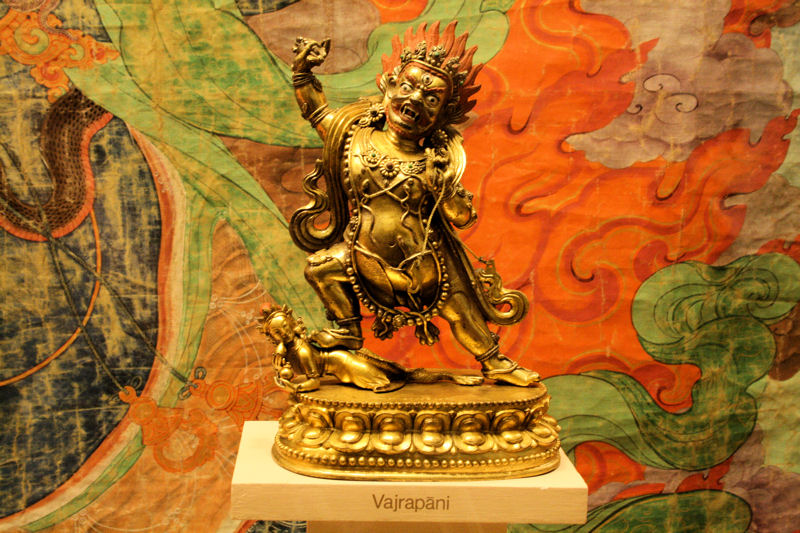
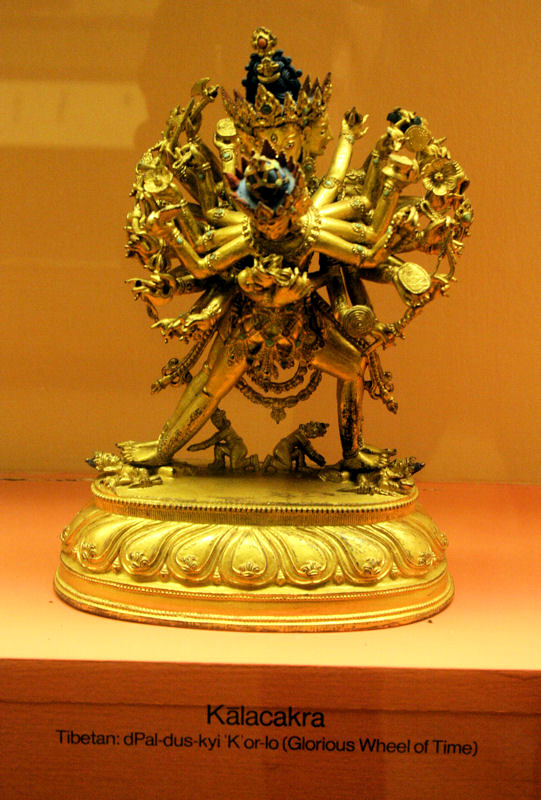
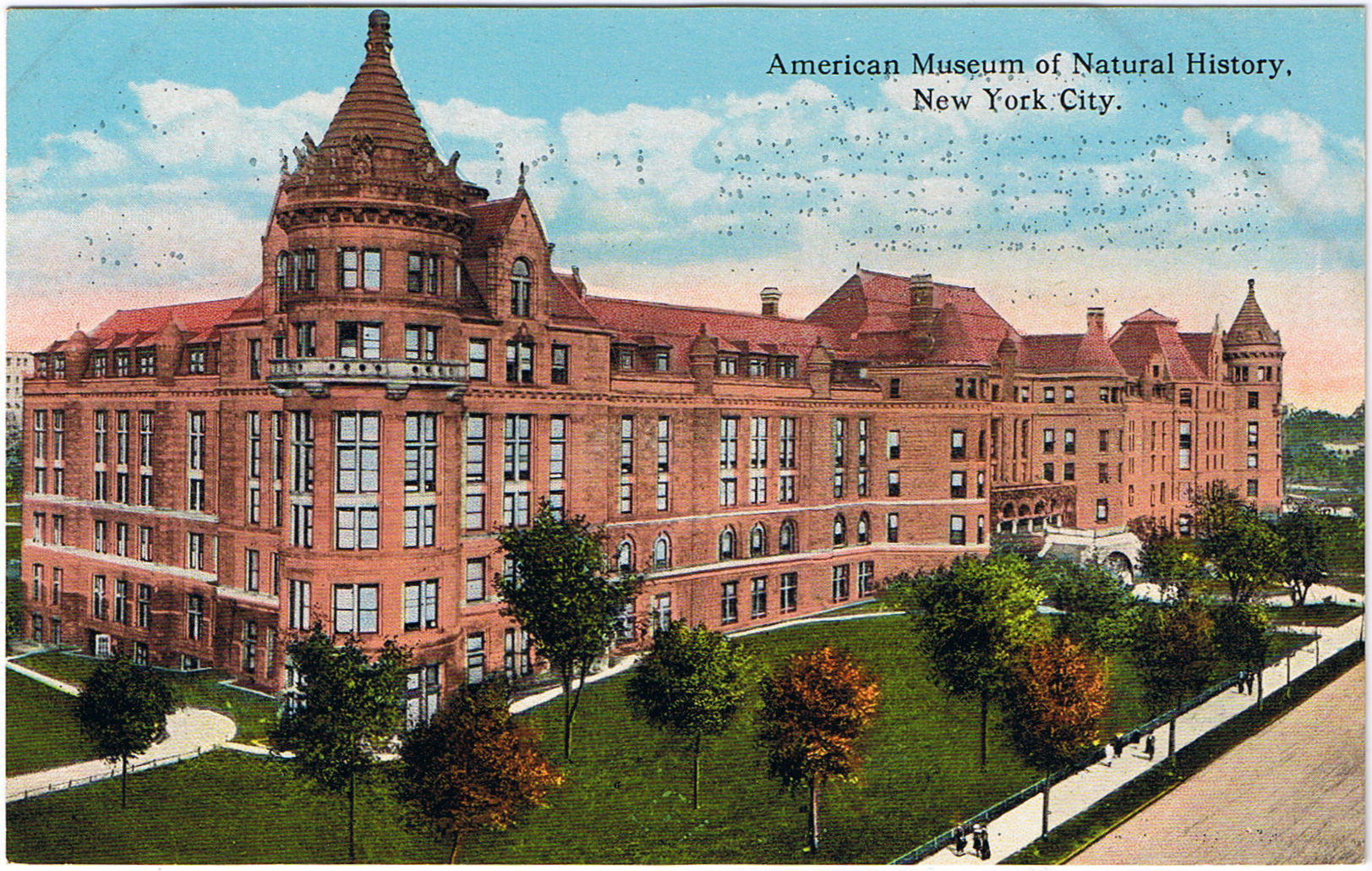
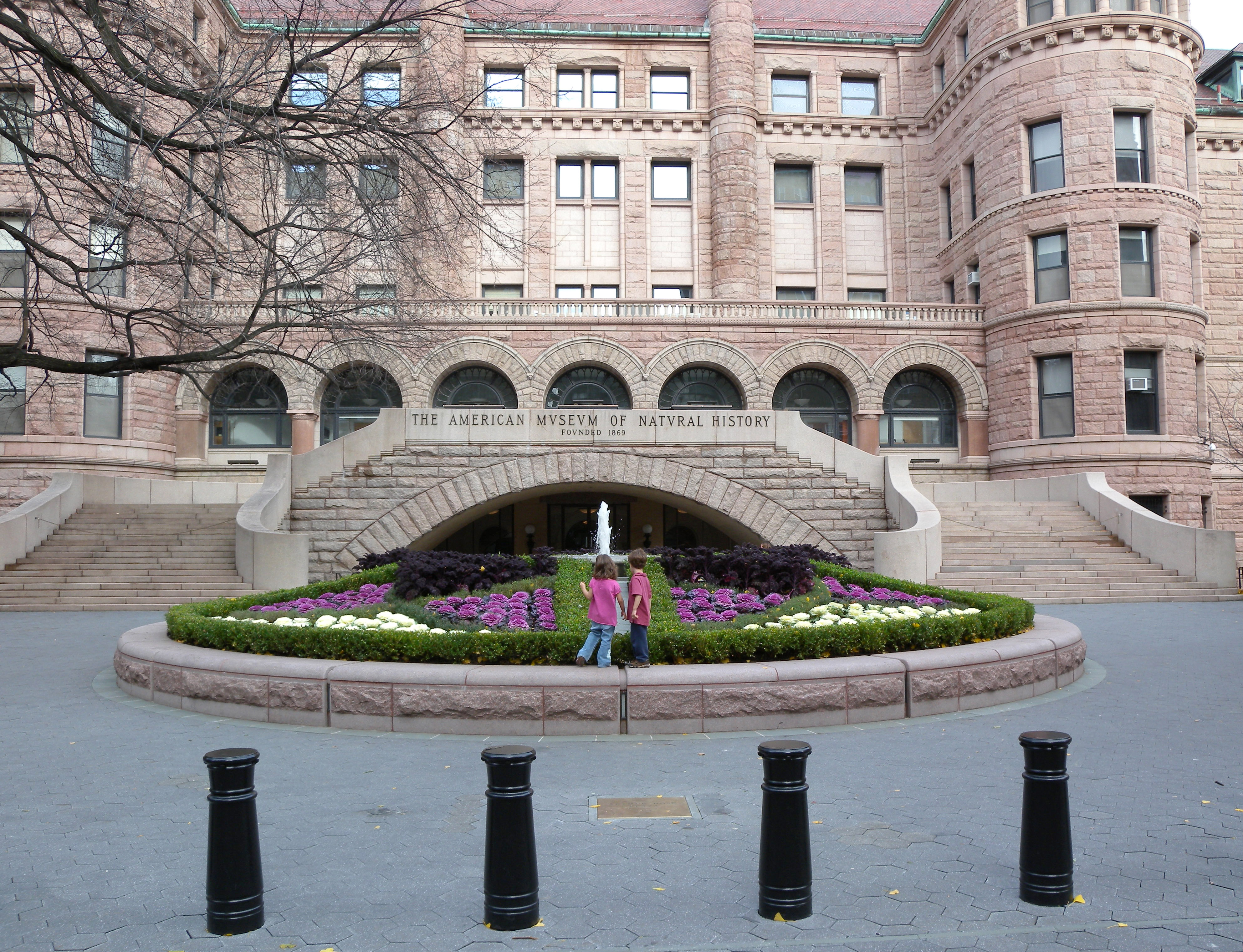